# Hulusitai (socken i Kina, lat 42,37, long 115,74)
Hulusitai (kinesiska: 胡鲁斯台, 胡鲁斯台乡) är en socken i Kina. Den ligger i den autonoma regionen Inre Mongoliet, i den norra delen av landet, omkring 380 kilometer nordost om regionhuvudstaden Hohhot.
Genomsnittlig årsnederbörd är 532 millimeter. Den regnigaste månaden är juli, med i genomsnitt 149 mm nederbörd, och den torraste är december, med 4 mm nederbörd.